# Élections générales néo-brunswickoises de 1999
 (octobre 2024).
Si vous disposez d'ouvrages ou d'articles de référence ou si vous connaissez des sites web de qualité traitant du thème abordé ici, merci de compléter l'article en donnant les références utiles à sa vérifiabilité et en les liant à la section « Notes et références ».
L'élection générale néo-brunswickoise de 1999 se déroule le 7 juin 1999 afin d'élire les députés de l'Assemblée législative du Nouveau-Brunswick. Il s'agit de la 54e élection générale dans cette province du Canada depuis sa séparation de la Nouvelle-Écosse et la création de son assemblée législative en 1784. Le Parti progressiste-conservateur du Nouveau-Brunswick, dirigé par Bernard Lord, défait le gouvernement libéral de Camille Thériault et prend le pouvoir avec un gouvernement majoritaire.

## Contexte
Les deux partis principaux entrent tous deux dans la campagne électorale avec un nouveau chef : le Parti progressiste-conservateur avec Bernard Lord, et l'Association libérale avec Camille Thériault. Pour le Nouveau Parti démocratique, c'est la troisième fois qu'Elizabeth Weir dirige ce parti dans une élection générale.
On s'attend à ce que les libéraux de Thériault remportent un quatrième mandat majoritaire consécutif dès le départ ; les sondages leur donnent le double des appuis des conservateurs de Bernard Lord. Toutefois, les conservateurs réussissent à tirer profit de la question des autoroutes à péage et dépeignent les libéraux comme étant arrogants. Lord affirme que la politique était injuste pour les gens habitant près des postes de péage qui devraient y passer à tous les jours. Il promet alors de réaliser 20 de ces principales promesses électorales lors de ses 200 premières journées en poste ; il vend cette approche avec le slogan « 200 jours de changement », un message inspiré de la Révolution du bon sens et qui accroche les électeurs. Les libéraux sont désavantagés par l'absence de l'ancien premier ministre Frank McKenna, qui avait démissionné après 10 ans en fonctions en 1997. McKenna était extrêmement populaire et Thériault éprouve des difficultés à se défaire des comparaisons négatives avec son prédécesseur.
À la suite d'une remontée extraordinaire dans les dernières semaines de la campagne, Lord est élu premier ministre et remporte la plus grande majorité conservatrice dans l'histoire du Nouveau-Brunswick. Fait à noter, il remporte la majorité des sièges acadiens, ce que son parti avait toujours eu des difficultés à faire dans le passé.
Lord remporte 44 sièges sur 55, une majorité énorme ; sa popularité avait réussi à défaire plusieurs libéraux qui avaient précédemment été considérés comme invincibles par les analystes. Thériault, perçu durant la campagne comme un homme froid et sans charisme, a prononcé ce que plusieurs analystes considèrent comme son meilleur discours après l'annonce des résultats, lorsqu'il déclare : « la population du Nouveau-Brunswick a parlé, et la population du Nouveau-Brunswick ne se trompe jamais. »

## Résultats
| Parti | Parti                                    | Chef                | Candidats | Sièges | Sièges | Sièges | Sièges | Score   | Score  | Score |
| Parti | Parti                                    | Chef                | Candidats | 1995   | Diss.  | Élus   | +/-    | Voix    | %      | +/-   |
| ----- | ---------------------------------------- | ------------------- | --------- | ------ | ------ | ------ | ------ | ------- | ------ | ----- |
|       | Progressiste-conservateur                | Bernard Lord        | 55        | 6      | 9      | 44     | 38     | 209 008 | 53,0 % | 22,13 |
|       | Libéral                                  | Camille Thériault   | 55        | 48     | 45     | 10     | 38     | 146 934 | 37,3 % | 14,33 |
|       | Nouveau Parti démocratique               | Elizabeth Weir      | 55        | 1      | 1      | 1      | 0      | 34 526  | 8,8 %  | 0,85  |
|       | Confederation of Regions                 | Jim Webb            | 18        | -      | -      | -      | -      | 2 807   | 0,7 %  | 6,41  |
|       | Parti de la loi naturelle du Canada (en) | Christopher Collrin | 9         | -      | -      | -      | -      | 527     | 0,1 %  | 0,23  |
|       | Indépendant                              | Indépendant         | 4         | -      | -      | -      | -      | 435     | 0,1 %  | 0,32  |
| Total | Total                                    | Total               | 196       | 55     | 55     | 55     | -      | 394 237 | 100 %  |       |

## Source
- (en) Cet article est partiellement ou en totalité issu de l’article de Wikipédia en anglais intitulé « New Brunswick general election, 1999 » (voir la liste des auteurs).